# VK Partizan
A VK Partizan a legsikeresebb szerb vízilabdaklub, melynek székhelye a fővárosban Belgrádban található. Jelenleg a Prva A ligaban szerepel. Az egyik legsikeresebb vízilabdacsapat Európában.
A klubot 1946-ban alapították, színei: fehér és fekete. A Sportski Centar Voždovac na Banjici nevezetű uszodában játsszák az otthoni meccseiket.
A jugoszláv bajnokságot 17, a szerb bajnokságot 8, a szerb-montenegrói bajnokságot 2, a jugoszláv kupát 12, a szerb-montenegrói kupát 5, a szerb kupát 8, a bajnokok ligáját 7 (1964, 1966, 1967, 1971, 1975, 1976, 2011), a LEN-kupát 1 (1998), a LEN-szuperkupát pedig 2 alkalommal (1991, 2011) nyerte meg.

## Sikerei

### Hazai
- Jugoszláv bajnok: (17)
  - (1963, 1964, 1965, 1966, 1968, 1970, 1972, 1973, 1974, 1975, 1976, 1977, 1978, 1979, 1984, 1987, 1988)
- Szerbia és Montenegró-i bajnok: (2)
  - (1995, 2002)
- Prva A liga: (8)
  - (2007, 2008, 2009, 2010, 2011, 2012, 2015, 2016)
- Jugoszláv kupagyőztes: (12)
  - (1973, 1974, 1975, 1976, 1977, 1979, 1982, 1985, 1987, 1988, 1990, 1991)
- Szerbia és Montenegró-i kupagyőztes: (5)
  - (1992, 1993, 1994, 1995, 2002)
- Szerb kupagyőztes: (8)
  - (2006/07, 2007/08, 2008/09, 2009/10, 2010/11, 2011/12, 2015/16, 2016/17)

### Nemzetközi
- LEN-bajnokok ligája
  - 1. hely (7): (1964, 1966, 1967, 1971, 1975, 1976, 2011)
  - 2. hely (3): (1965, 1973, 1980)
- LEN-kupa
  - 1. hely (1): (1998)
  - 2. hely (1): (2005)
- LEN-szuperkupa
  - 1. hely (2): (1991, 2011)
  - 2. hely (1): (1976)
- LEN-kupagyőztesek Európa-kupája
  - 1. hely (1): (1991)

## Játékoskeret
| - Slobodan Soro - Nikola Dedović - Dušan Mandić - Miloš Korolija - Milan Aleksić - Laslo Šuranji - Miloš Ćuk - Aleksandar Radović | - Uroš Čučković - Stefan Mitrović - Vladimir Vujasinović - Miloš Vukićević - Luka Šaponjić - Stefan Živojinović - Ivan Rackov - Miodrag Stanković |

## Külső hivatkozások
- hivatalos honlap